# Kościół św. Krzyża i klasztor Mniszek Kamedułek w Złoczewie
Kościół świętego Krzyża i klasztor Mniszek Kamedułek – zespół klasztorny sióstr Kamedułek znajdujący się w Złoczewie, w województwie łódzkim.

## Historia i architektura
Zespół został ufundowany został przez Andrzeja Ruszkowskiego w latach 1600–1603, do którego później została dobudowana kamienica klasztorna. Od 1608 do 1864 roku klasztor był siedzibą ojców Bernardynów. W latach 1683–1692 został rozbudowany przez Wojciecha Urbańskiego, kasztelana wieluńskiego. Dwukrotnie zabudowania zostały zniszczone po pożarach w 1719 i 1808 roku. Od 1949 roku klasztor jest siedzibą mniszek Kamedułek. Świątynia jest murowana, oszkarpowana, orientowana, centralna, składająca się z kwadratowej nawy i czterech półkoliście zamkniętych konch. Nawa nakryta jest czteropolową kopułą z latarnią. W ołtarzu głównym, w stylu rokokowym znajduje się rzeźbiona Grupa Ukrzyżowania, w ołtarzu bocznym z XVI wieku jest umieszczony obraz Matki Boskiej Złoczewskiej. W podziemiach świątyni, w krypcie znajdują się trumny ze szczątkami fundatorów i dobrodziejów konwentu. Zabudowania klasztorne są piętrowe, murowane, posiadają wirydarz i nakryte są sklepieniami kolebkowo-krzyżowymi. Na cmentarzu przykościelnym została wybudowana kaplica Chrystusa Frasobliwego z XVII wieku. Cały zespół jest otoczony ceglanym murem, wybudowanym w XVII wieku, obecnie otynkowanym.